# Hruodger
Hruodger ist ein männlicher Vorname.

## Herkunft und Bedeutung
Hruodger ist ein althochdeutscher Name, der sich aus den Elementen hrod „Ruhm“, „Lob“, „Ehre“ und geir „Speer“ zusammensetzt.

## Verbreitung
Der Name Hruodger wurde durch die Normannen nach England gebracht und dort durch die altenglische Variante Hroðgar ersetzt.

## Varianten
Neben Hruodger existiert die Variante Hruodgêr sowie die altnordische Variante *Hrōþigaizaz und die altenglische Form Hrōðgār.
Für weitere Varianten: siehe: Rüdiger#Varianten